# Лиспорт (Пенсилванија)
Лиспорт (енгл. Leesport) град је у америчкој савезној држави Пенсилванија.

## Демографија
По попису из 2010. године број становника је 1.918, што је 113 (6,3%) становника више него 2000. године.
| Група             | 2000.         | 2010.         |
| Белци             | 1.764 (97,7%) | 1.779 (92,8%) |
| Афроамериканци    | 6 (0,3%)      | 29 (1,5%)     |
| Азијати           | 2 (0,1%)      | 12 (0,6%)     |
| Хиспаноамериканци | 28 (1,6%)     | 80 (4,2%)     |
| Укупно            | 1.805         | 1.918         |